# Bảo tàng Lịch sử 1000 Quần đảo
Bảo tàng Lịch sử 1000 Quần đảo là một bảo tàng ở Gananoque, Ontario, Canada, diễn giải lịch sử và sinh thái của Gananoque và 1000 Quần đảo. Nó từng là địa điểm của một tuyến đường sắt.
Bắt đầu với một dãy núi cổ đại và tiếp tục cho đến ngày nay, Bảo tàng này kể một câu chuyện thú vị về các nền văn hóa và sinh vật sống dọc theo bờ sông St. Lawrence, trong và xung quanh Thị trấn Gananoque. Bảo tàng cũng cung cấp các cuộc triển lãm du lịch, chẳng hạn như một cuộc triển lãm về phụ nữ Canada trong STEM vào năm 2020.